# 17. leden
17. leden je 17. den roku podle gregoriánského kalendáře. Do konce roku zbývá 348 dní (349 v přestupném roce). Svátek v Česku má Drahoslav.

## Události

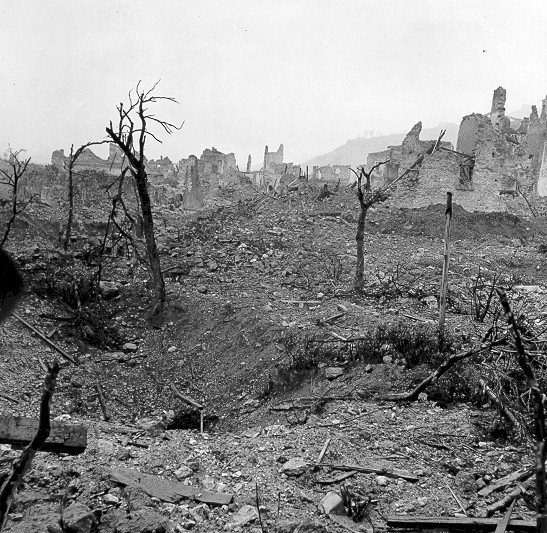
Klášter Monte Cassino po bitvě (1944)

### Česko
- 1584 – První den platnosti gregoriánského kalendáře v Čechách. Úterý 17. ledna následovalo po pondělí 6. ledna juliánského kalendáře.
- 1775 – pražský německý svobodný zednář a knihkupec Wolfgang Christian Gerle otevřel ve svém bytě poblíž Klementina první veřejnou čítárnu a půjčovnu knih a novin v českých zemích.
- 1931 – Odehrál se první zápas v ledním hokeji na provizorně otevřeném zimním stadiónu na Štvanici v Praze, který nabízel první umělou ledovou plochu v tehdejším Československu.

### Svět
- 0038 př. n. l. – Císař Octavian se rozvedl se Scribonií a oženil se s Livií Drusillou, čímž skončil křehký mír mezi druhým triumvirátem a Sextem Pompeiem
- 0395 – V Miláně byla po smrti císaře Theodosia I. definitivně rozdělena římská říše mezi jeho dva syny. Honorius získal západní část a Arcadius část východní.
- 1377 – Papež Řehoř XI. navrátil papežský trůn z Avignonu zpět do Říma.
- 1562 – Ve Francii byl vydán Edikt ze Saint-Germain-des-Prés, který povoloval hugenotům jejich zjednodušené bohoslužby veřejně mimo města a soukromě ve městech.
- 1595 – Hugenotské války: Francouzský král Jindřich IV. vyhlásil válku Španělsku.
- 1601 – Francie uzavřela výhodnou mírovou smlouvu se Savojskem. Francie získala od Savojska Bresse, Bugey, Valromey a Gex.
- 1773 – Výprava Jamese Cooka překročila jako první jižní polární kruh.
- 1852 – Británie uznala nezávislost Transvaalu.
- 1893 – Americké námořnictvo provedlo ozbrojenou intervenci na Havaji a svrhlo vládu královny Liliuokalani.
- 1929 – V komiksu se poprvé objevila postava Pepka námořníka.
- 1944 – Začala bitva o Monte Cassino.
- 1991 – Brzy ráno začala operace Pouštní bouře (válka v Zálivu).
- 1995 – V 5:46 japonského času zasáhlo oblast města Kóbe zemětřesení o síle 7,2 stupně Richterovy škály. Vyžádalo si 6 434 obětí.
- 2002 –  Při erupci sopky Nyiragongo v Demokratické republice Kongo zemřelo 250 osob a více než 120 tisíc lidí jich přišlo o domov.
- 2005 – V iráckém Mosulu byl krátce unesen tamní katolický arcibiskup Basile Georges Casmoussa. Neznámí únosci ho po zjištění jeho totožnosti propustili.
- 2009 – Na Slovensku přestala platit slovenská koruna a jako nová měna bylo zavedeno euro.

## Narození
Automatický abecedně řazený seznam viz Kategorie:Narození 17. ledna

### Česko

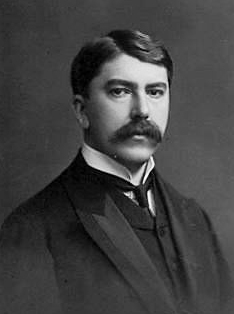
Jan Kapras (* 1880)

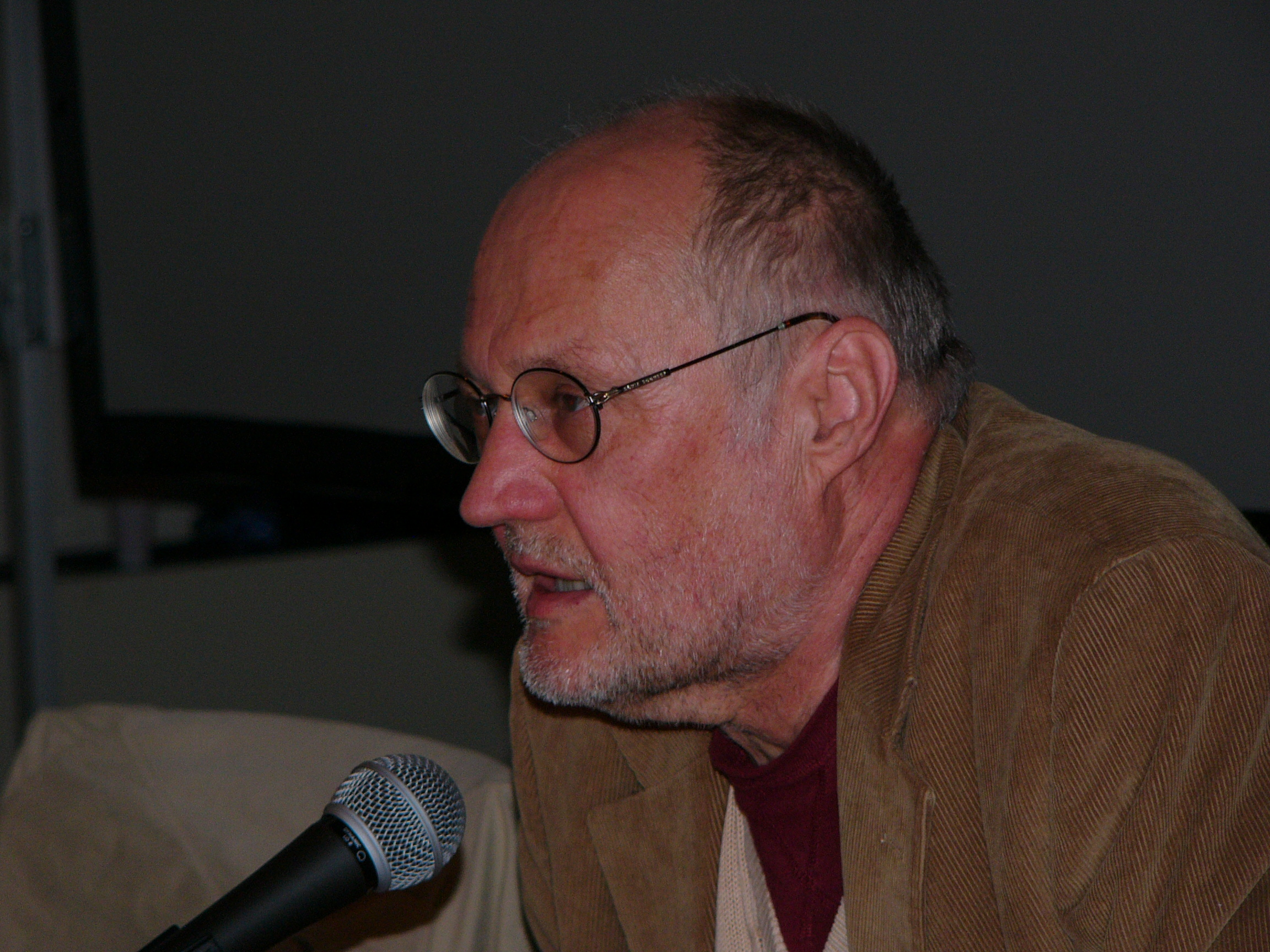
Václav Bělohradský (* 1944)

- 1462 – Petr IV. z Rožmberka, hejtman království českého († 9. října 1523)
- 1471 – Oldřich III. z Rožmberka, šlechtic († 4. listopadu 1513)
- 1712 – Jan Matěj Butz z Rollsbergu, olomoucký kanovník a rektor († 19. července 1803)
- 1811 – Ferdinand Pischelt, sochař († 24. února 1852)
- 1833 – Theodor Václav Bradský, hudební skladatel († 10. srpna 1881)
- 1834 – Karel Schicho, malíř († 5. ledna 1908)
- 1835 – Ferdinand Schulz, novinář, kritik a spisovatel († 16. února 1905)
- 1858 – Antonín Němec, novinář a politik († 25. května 1926)
- 1866 – Karel Traxler, šachista († 15. května 1936)
- 1877 – Marie Zdeňka Baborová-Čiháková, botanička a zooložka († 29. září 1937)
- 1879 – Karol Kočí, slovenský entomolog a lesník českého původu († 7. prosince 1956)
- 1880 – Jan Kapras, právní historik a politik († 13. května 1947)
- 1885 – Jaroslav Kratochvíl, spisovatel († 20. března 1945)
- 1889
  - Josef Marek, architekt († 17. ledna 1965)
  - Čeněk Hruška, československý komunistický politik († 12. prosince 1965)
- 1892 – Josef Ejem, československý odbojář, generál a komunistický politik († 29. září 1957)
- 1893 – Karel Kotrba, sochař († 11. srpna 1939)
- 1901 – Karel Erban, filolog, pedagog a básník († 19. února 1982)
- 1903 – Vladimír Eliáš, důstojník, účastník odboje († 8. května 1945)
- 1904 – Hanuš Thein, operní pěvec a režisér († 30. prosince 1974)
- 1905 – Jan Zahradníček, básník († 7. října 1960)
- 1906 – Karel Bejbl, fotbalový reprezentant († 14. března 1962)
- 1907 – František Junek, fotbalista († 19. března 1970)
- 1912 – Stanislav Sůva, architekt († 18. března 1987)
- 1914 – Kurt Freund, československý a kanadský psychiatr († 23. října 1996)
- 1915 – Ladislav Trpkoš, basketbalista († 30. listopadu 2004)
- 1917 – Oskar Moravec, kanadský hudební skladatel českého původu († 13. června 2007)
- 1920 – Bohumil Váňa, stolní tenista († 4. listopadu 1989)
- 1922 – Stěpan Vajda, důstojník, nositel titulu Hrdina Sovětského svazu († 6. dubna 1945)
- 1924 – Marie Uchytilová, sochařka († 16. listopadu 1989)
- 1926 – Vladislav Martinek, lesnický entomolog († 8. dubna 2005)
- 1928 – Věra Nováková, malířka, ilustrátorka a sochařka († 30. března 2024)
- 1929 – Josef Duchoň, akademický malíř, ilustrátor, grafik a typograf († 30. dubna 2016)
- 1930 – Jaroslava Moserová, lékařka, spisovatelka a politička († 24. března 2006)
- 1932 – Jaroslav Dudek, režisér († 31. srpna 2000)
- 1933 – Lubomír Skřivánek, sochař a malíř († 27. října 1994)
- 1934 – Bohuslav Mikeš, malíř († 1. listopadu 2003)
- 1935 – Milan Riehs, herec († 23. července 2012)
- 1939 – Petr Příhoda, psychiatr, křesťanský pedagog a publicista († 14. září 2014)
- 1940
  - Jaroslav Kořán, překladatel a politik († 2. června 2017)
  - Bohumil Doležal, literární kritik, politolog, disident, signatář Charty 77, publicista a vysokoškolský učitel
- 1944 – Václav Bělohradský, filozof a sociolog
- 1945 – Hana Frejková, herečka a zpěvačka
- 1947 – Věra Provazníková, básnířka, spisovatelka a výtvarnice († 5. ledna 2023)
- 1951 – Vít Kolář, novinář
- 1954 – Jiří Oberfalzer, politik
- 1955 – Ivan Březina, architekt
- 1959 – Jiří Žák, podnikatel, politik a automobilový závodník
- 1962 – Petr Hrabalik, zpěvák, skladatel a textař
- 1964 – Petr Mrkývka, právník, diplomat a vysokoškolský pedagog
- 1967 – Jaromír Marek, novinář, reportér zahraniční redakce Českého rozhlasu Radiožurnálu
- 1971 – Jiří Pazour, klavírista
- 1978 – Kateřina Bohadlová, italianistka a germanistka
- 1980 – Milan Kraft, hokejista
- 1983 – Tomáš Jun, fotbalový útočník
- 1985 – Jan Schiller, atlet
- 1987 – Karel Zelinka, fotbalový záložník
- 1988 – Petr Frydrych, atlet – oštěpař
- 1990 – Kateřina Kudějová, vodní slalomářka, kajakářka
- 1991 – Petr Mareš, fotbalový záložník
- 1993 – Andrea Zemanová, akrobatická a alpská lyžařka
- 2003 –  Stanislav Svozil, lední hokejista

### Svět

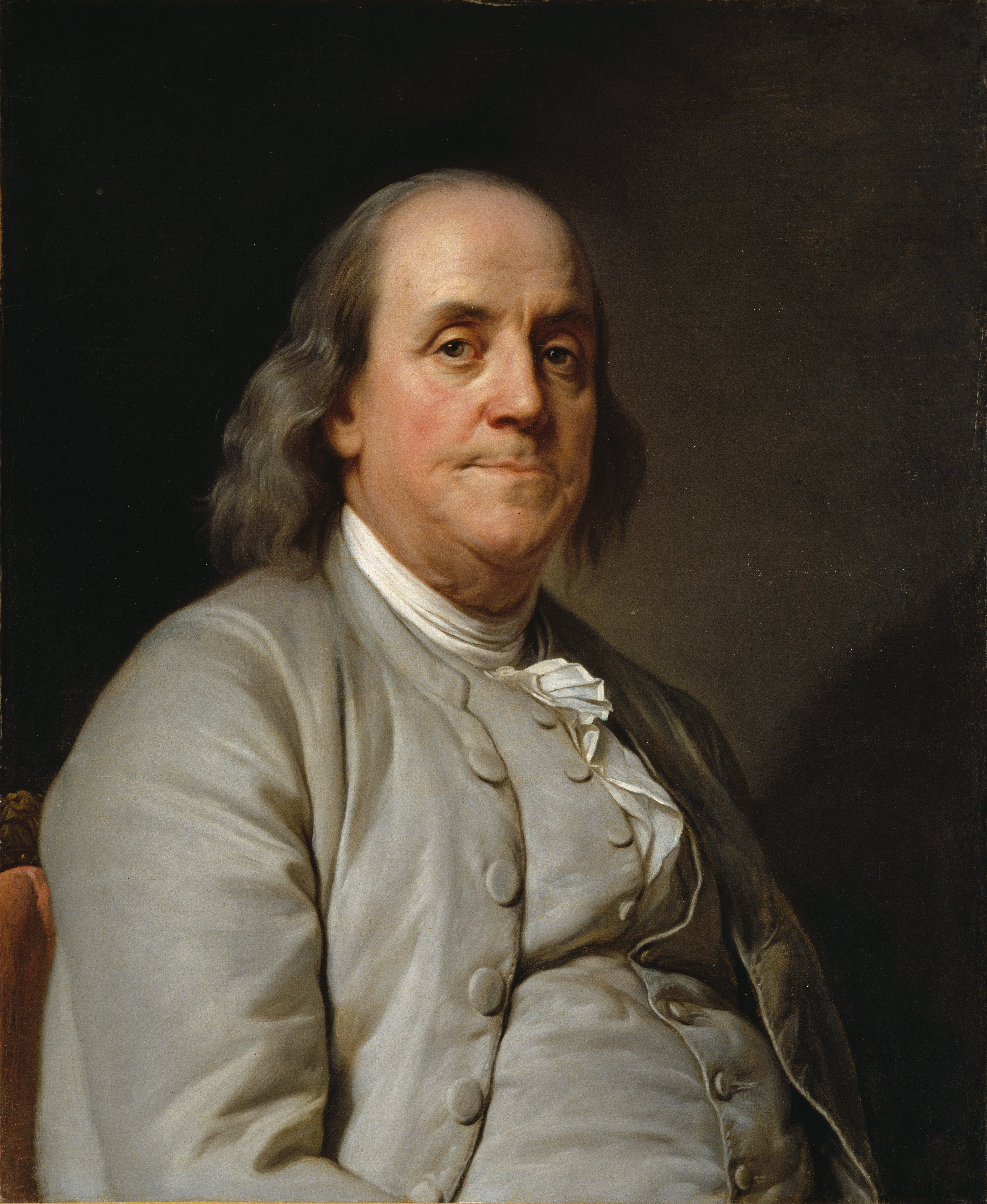
Benjamin Franklin (* 1706)

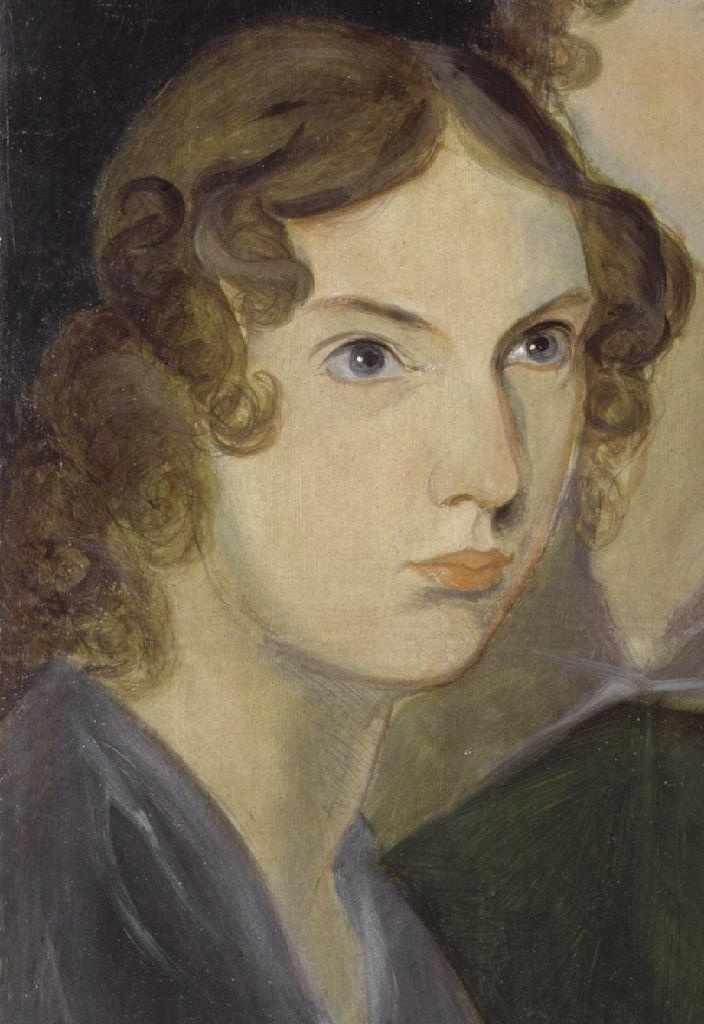
Anne Brontëová (* 1820)

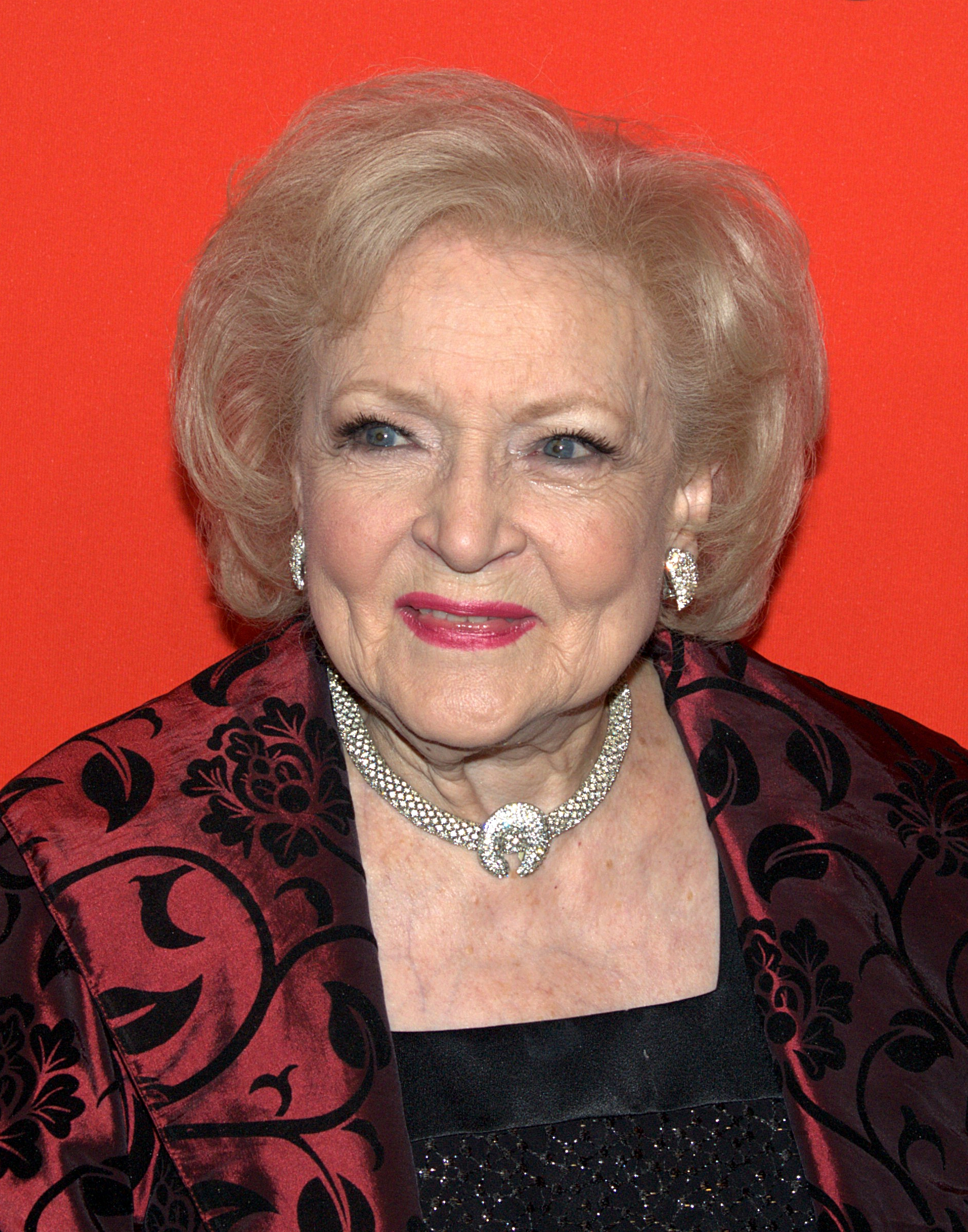
Betty Whiteová (* 1922)

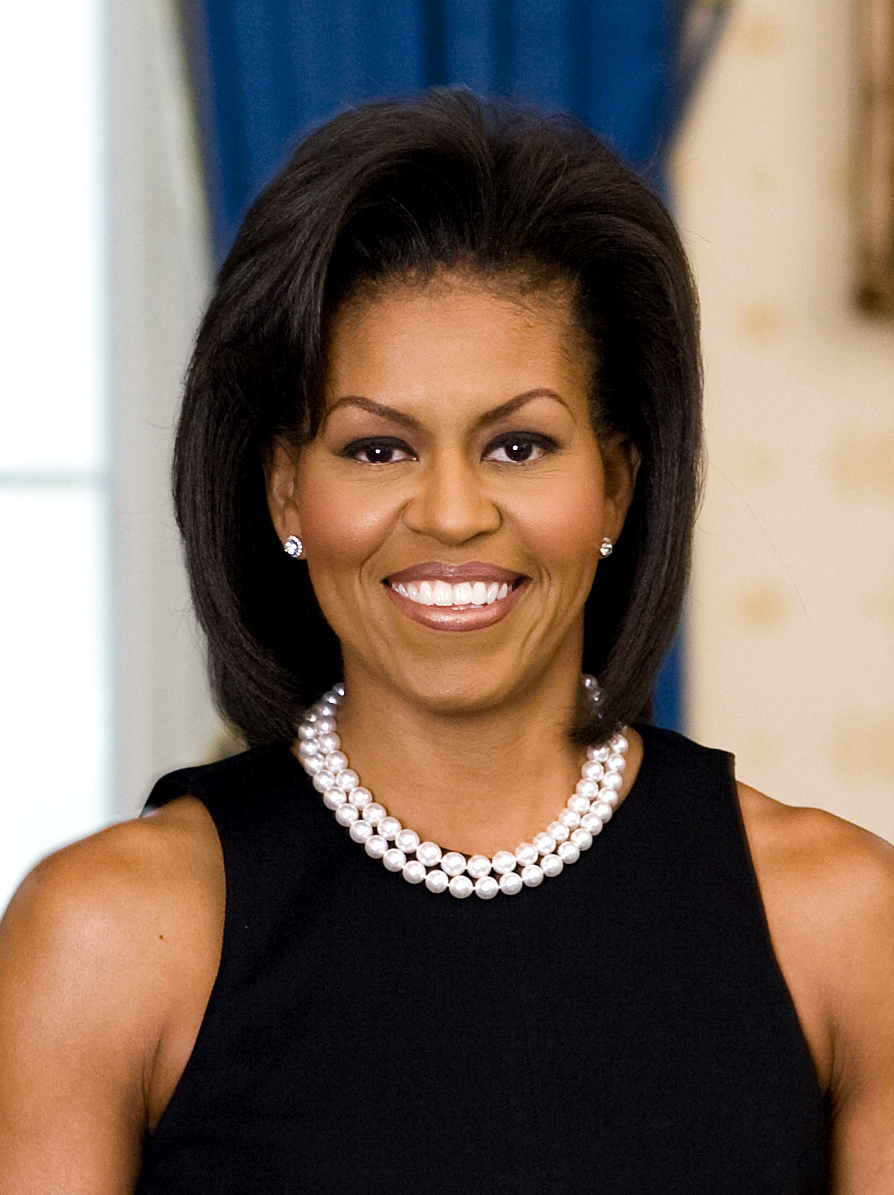
Michelle Obamová (* 1964)

- 1355 – Antonín z Amandoly, italský katolický světec († 25. ledna 1450)
- 1504 – Pius V., papež († 1. května 1572)
- 1566 – Anna Kateřina Gonzagová, princezna mantovská, rakouská arcivévodkyně a hraběnka tyrolská († 3. srpna 1621)
- 1574 – Robert Fludd, anglický lékař a alchymista († 8. září 1637)
- 1592 – Rodrigo de Arriaga, španělský teolog a filosof působící v Praze († 7. června 1667)
- 1600 – Pedro Calderón de la Barca, španělský barokní dramatik a básník († 25. května 1681)
- 1612 – Thomas Fairfax, anglický generál († 12. listopadu 1671)
- 1662 – Françoise Pitel, francouzská herečka a milenka korunního prince Ludvíka († 30. září 1721)
- 1664 – Antonio Salvi, italský lékař, dvorní básník a operní libretista († 21. května 1724)
- 1701 – Antoine Gautier de Montdorge, francouzský dramatik a libretista († 24. října 1768)
- 1706 – Benjamin Franklin, americký státník († 17. dubna 1790)
- 1719 – Johann Elias Schlegel, německý dramatik a literární historik († 13. srpna 1749)
- 1732 – Stanislav August Poniatowski, polský král v době dělení Polska († 12. února 1798)
- 1734 – François-Joseph Gossec, francouzský houslista, hudební skladatel a pedagog († 16. února 1829)
- 1739 – Johann Christian Daniel von Schreber, německý přírodovědec († 10. prosince 1810)
- 1749 – Vittorio Alfieri, italský satirický básník a dramatik († 8. října 1803)
- 1755
  - Michael von Kienmayer, rakouský generál († 18. října 1828)
  - Petr I. Oldenburský, oldenburský regent, biskup a velkovévoda († 21. května 1829)
- 1764 – Marie Karolína Savojská, savojská vévodkyně a saská princezna († 28. prosince 1782)
- 1771 – Charles Brockden Brown, americký spisovatel († 22. února 1810)
- 1779 – Marie Kristýna Neapolsko-Sicilská, manželka sardinského krále Karla Felixe († 11. března 1849)
- 1781 – Robert Hare, americký chemik († 15. května 1858)
- 1784 – Philippe-Antoine d'Ornano, francouzský generál († 13. října 1863)
- 1798 – Auguste Comte, francouzský myslitel († 5. září 1857)
- 1803 – Bruno Abegg, pruský politik († 16. prosince 1848)
- 1814 – Hippolyte Lucas, francouzský entomolog († 5. července 1899)
- 1820 – Anne Brontëová, anglická spisovatelka († 28. května 1849)
- 1831 – Alžběta Františka Marie Habsbursko-Lotrinská, rakouská arcivévodkyně, dcera uherského palatina Josefa Habsbursko-Lotrinského († 14. února 1903)
- 1834 – August Weismann, německý biolog († 5. listopadu 1914)
- 1841 – Anton Dachler, rakouský architekt a stavební inženýr († 31. října 1921)
- 1844 – Vasilij Maximovič Maximov, ruský realistický malíř († 1. prosince 1911)
- 1855 – Ignác Alpár, uherský architekt († 27. dubna 1928)
- 1860 – Douglas Hyde, irský básník a první prezident Irska († 12. července 1949)
- 1861 – Willibald Gebhardt, přírodovědec, zakladatel olympijského hnutí v Německu († 30. dubna 1921)
- 1863
  - Konstantin Sergejevič Stanislavskij, ruský herec, režisér a pedagog († 7. srpna 1938)
  - David Lloyd George, britský politik, premiér († 26. března 1945)
- 1867 – Carl Laemmle, zakladatel Universal Studios († 24. září 1939)
- 1868
  - Anton Lampa, rakouský fyzik († 28. ledna 1938)
  - Louis Couturat, francouzský filozof, logik, matematik a lingvista († 3. srpna 1914)
- 1870 – Marie Luisa Bourbonsko-Parmská, princezna parmská a kněžna bulharská († 31. ledna 1899)
- 1871
  - David Beatty, admirál britského královského námořnictva († 11. března 1936)
  - Nicolae Iorga, rumunský historik, kritik, dramatik, básník a politik († 27. listopadu 1940)
- 1879 – Karol Kočí, slovenský entomolog († 7. prosince 1956)
- 1880 – Mack Sennett, americký režisér, producent a herec († 5. listopadu 1960)
- 1881 – Alfred Reginald Radcliffe-Brown, anglický sociální antropolog († 24. října 1955)
- 1882 – Jelena Vladimirovna Ruská, ruská velkokněžna († 13. března 1957)
- 1885 – Nikolaus von Falkenhorst, německý generál († 18. června 1968)
- 1886 – Glenn Luther Martin, americký průkopník letectví († 5. prosince 1955)
- 1887 – Joseph Bech, lucemburský politik († 8. března 1975)
- 1891 – Walter Eucken, německý ekonom († 20. března 1950)
- 1892 – Iosif Berman, rumunský fotograf a žurnalista († 17. září 1941)
- 1899 – Al Capone, americký gangster († 25. ledna 1947)
- 1905 – Guillermo Stábile, argentinský fotbalový útočník a trenér († 27. prosince 1966)
- 1911
  - Moše Karmel, izraelský generál a politik († 14. srpna 2003)
  - George Stigler, americký ekonom, Nobelova cena 1982 († 1. prosince 1991)
  - Izis Bidermanas, francouzský fotograf († 16. května 1980)
  - Gavriil Kačalin, sovětský fotbalista a trenér († 23. května 1995)
- 1912 – Luis Korda, kubánský fotograf († 19. prosince 1985)
- 1913 – Werenfried van Straaten, zakladatel charitativní organizace Církev v nouzi († 31. ledna 2003)
- 1914
  - Théo Lefèvre, premiér Belgie († 18. září 1973)
  - Kurt Franz, velitel vyhlazovacího tábora Treblinka († 4. července 1998)
- 1916 – Charles F. Hockett, americký jazykovědec († 3. listopadu 2000)
- 1922
  - Stěpan Vajda, ukrajinský voják, hrdina SSSR († 6. dubna 1945)
  - Betty Whiteová, americká herečka († 31. prosince 2021)
- 1925 – Gunnar Birkerts, americký architekt lotyšského původu († 15. srpna 2017)
- 1926 – Jicchak Moda'i, izraelský politik († 22. května 1998)
- 1928 – Vidal Sassoon, kadeřník a módní ikona († 9. května 2012)
- 1929
  - Jacques Plante, kanadský profesionální hokejový brankář († 27. února 1986)
  - Antonio Ignacio Velasco García, arcibiskup Caracasu, kardinál († 6. července 2002)
- 1930 – Jehuda Lahav, izraelský spisovatel, novinář a pedagog slovenského původu († 4. července 2010)
- 1931 – James Earl Jones, americký herec a moderátor († 9. září 2024)
- 1933 – Dalida, francouzská zpěvačka († 3. května 1987)
- 1934 – Cedar Walton, americký klavírista († 19. srpna 2013)
- 1937 – Alain Badiou, francouzský filozof a spisovatel
- 1940
  - Kipchoge Keino, keňský běžec na střední a dlouhé tratě, dvojnásobný olympijský vítěz
  - Mircea Snegur, prezident Moldavska († 13. září 2023)
  - Tabaré Vázquez, prezident Uruguaye († 6. prosince 2020)
- 1941
  - Hans-Peter Feldmann, německý fotograf
  - Gillian Weir, britská varhanice
- 1942 – Muhammad Ali, americký boxer († 3. června 2016)
- 1943 – Daniel Brandenstein, americký vojenský pilot a astronaut
- 1944
  - Jan Guillou, švédský spisovatel
  - Françoise Hardyová, francouzská zpěvačka († 11. června 2024)
- 1946
  - Jessica Benjaminová, americká psychoanalytička
  - Helena Woleková, slovenská ministryně práce a sociálních věcí
- 1948 – Davíð Oddsson, islandský politik
- 1949
  - Mick Taylor, anglický hudebník
  - Andy Kaufman, americký komik a herec († 16. května 1984)
  - Sandra Masonová, barbadoská politička a právnička
  - Dick Nanninga, nizozemský fotbalista († 21. července 2015)
- 1950 – Ján Švehlík, slovenský fotbalista, československý reprezentant
- 1952 – Rjúiči Sakamoto, japonský hudební skladatel a klavírista († 28. března 2023)
- 1954
  - Robert F. Kennedy Jr., americký právník, politik a spisovatel
  - Ellen von Unwerth, německá fotografka a režisérka
- 1955 – Pietro Parolin, italský kardinál
- 1956 – Paul Young, anglický zpěvák a hudební skladatel
- 1959 – Susanna Hoffs, americká zpěvačka
- 1960 – Igor Nikolajev, ruský skladatel, textař a zpěvák
- 1962
  - Jim Carrey, kanadský herec a komik
  - Denis O'Hare, americký herec
- 1963 – Kai Hansen, německý metalový kytarista a zpěvák
- 1964
  - Michelle Obamová, americká právnička a první dáma Spojených států
  - Michelle Fairleyová, irská herečka
- 1966 – Ljubčo Georgievski, severomakedonský politik
- 1968 – Světlana Mastěrkovová, ruská atletka
- 1969
  - Naveen Andrews, anglický herec
  - Tiësto, nizozemský DJ
- 1970
  - Jeremy Roenick, americký hokejista
  - Genndy Tartakovsky, ruský animátor
- 1971
  - Kid Rock, americký zpěvák
  - Richard Burns, britský rallyový jezdec († 25. listopadu 2005)
  - Sylvie Testudová, francouzská herečka
- 1972
  - Lil Jon, americký rapper a producent
  - Alexej Vagin, ruský horolezec
- 1973 – Cuauhtémoc Blanco, mexický fotbalista
- 1975 – Freddy Rodriguez, portorický herec
- 1977 – Leigh Whannell, americký herec a scenárista
- 1980 – Zooey Deschanelová, americká herečka
- 1981
  - Andrej Chramov, ruský reprezentant v orientačním běhu
  - Scott Mechlowicz, americký herec
  - Christophe Riblon, francouzský silniční cyklista
- 1982
  - Marija Kondratěvová, ruská tenistka
  - Michal Macho, slovenský hokejista
  - Dwyane Wade, americký basketbalista
- 1983
  - Álvaro Arbeloa, španělský fotbalový obránce
  - Jevgenij Dementěv, ruský běžec na lyžích
- 1984 – Calvin Harris, skotský zpěvák, skladatel a producent elektronické hudby
- 1985
  - Anna Alminovová, ruská atletka – běžkyně
  - Simone Simons, nizozemská zpěvačka (Epica)
- 1987 – Oleksandr Usyk, ukrajinský profesionální boxer
- 1988 – Will Genia, australský ragbista
- 1991 – Willa Fitzgeraldová, americká herečka
- 1993 – Ádám Lang, maďarský fotbalista
- 1994
  - Pascal Ackermann, německý silniční cyklista
  - Lucy Boynton, britská herečka
- 1996 – Victor Lafay, francouzský silniční cyklista
- 1999 – Isa Briones, americká herečka
- 2001 – Enzo Fernández, argentinský fotbalista

## Úmrtí
Automatický abecedně řazený seznam viz Kategorie:Úmrtí 17. ledna

### Česko
- 1507 – Jindřich IV. z Hradce, nejvyšší komorník Království českého a nejvyšší purkrabí pražský (* 13. dubna 1442)
- 1735 – Ludvík Josef z Hartigu, císařský místodržící Království českého (* ? 1685)
- 1781 – František Wolff, jezuita, filosof a teolog (* 1. prosince 1728)
- 1784 – František Antonín Grimm, barokní architekt (* 2. října 1710)
- 1795 – Josef Jan Šarapatka, hudební skladatel a varhaník (* 1731)
- 1807 – Josef Winterhalder, jihomoravský a rakouský malíř (* 25. ledna 1743)
- 1857 – Fridrich Hannibal z Thurn-Taxisu, rakouský generál a šlechtic z české větve Thurn-Taxisů (* 3. září 1799)
- 1883 – Jozef Božetech Klemens, malíř, sochař, fotograf a vynálezce (* 8. března 1817)
- 1890 – Jan Kozánek, advokát, novinář a politik (* 21. června 1819)
- 1895 – Jan Kučera, právník a politik (* 1. února 1838)
- 1920 – Emilie Fryšová, pedagožka, etnografka a publicistka (* 23. července 1840)
- 1933 – Adolf Dobrovolný, herec, režisér, rozhlasový hlasatel (* 8. květen 1854)
- 1934
  - František Klement, spisovatel a cestovatel (* 9. října 1851)
  - Josef Rössler-Ořovský, sportovec a sportovní organizátor (* 29. června 1869)
- 1950 – Josef Tichánek, malíř (* 17. února 1873)
- 1953 – Ignác Stuchlý, římskokatolický kněz (* 14. prosince 1869)
- 1955 – Bedřich Kočí, nakladatel a knihkupec (* 2. března 1869)
- 1959 – Adolf Šelbický, generální vikář litoměřické diecéze (* 23. prosince 1869)
- 1963 – Miroslav Plesinger-Božinov, legionář a diplomat(* 8. června 1893)
- 1965 – Josef Marek, architekt (* 17. ledna 1889)
- 1967 – Jiří Levý, literární teoretik (* 8. srpna 1926)
- 1970 – Milada Paulová, historička a byzantoložka (* 2. listopadu 1891)
- 1981 – Magda Jansová, architektka (* 26. prosince 1906)
- 1991 – Vladimír Skalička, jazykovědec a překladatel (* 19. srpna 1909)
- 1994 – Jozef Chramec, voják a příslušník výsadku Courier-5 (* 4. listopadu 1922)
- 1996 – Ladislav Čapek, režisér animovaných filmů (* 2. července 1919)
- 1997
  - Karel Benedík, malíř a restaurátor (* 6. listopadu 1923)
  - František Jungwirth, překladatel a redaktor (* 27. července 1920)
- 2009 – Kamil Zvelebil, indolog, tamilista a drávidista (* 17. listopadu 1927)
- 2014 – Václav Lavička, fotbalista (* 22. května 1958)
- 2020 – Jolanda, kartářka (* 29. března 1964)
- 2023 – Stanislav Tereba, sportovní a reportážní fotograf (* 2. ledna 1938)

### Svět

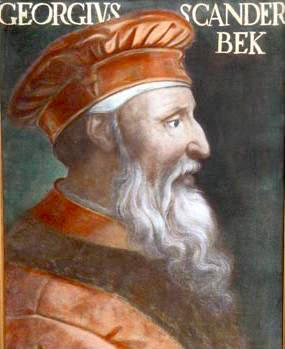
Skanderbeg († 1468)

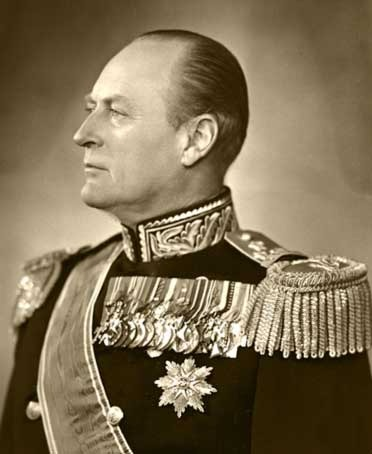
Olaf V. († 1991)

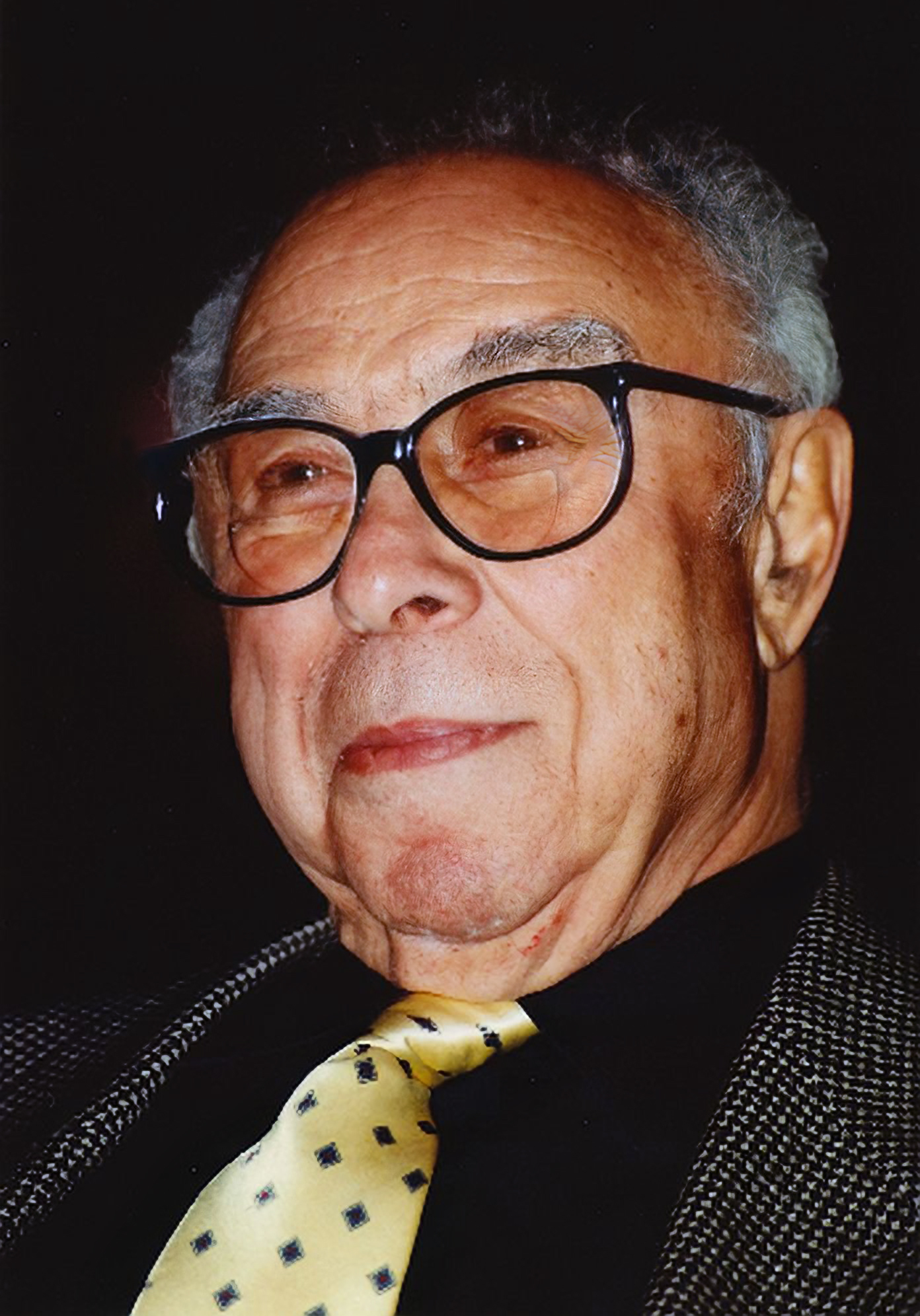
Art Buchwald († 2002)

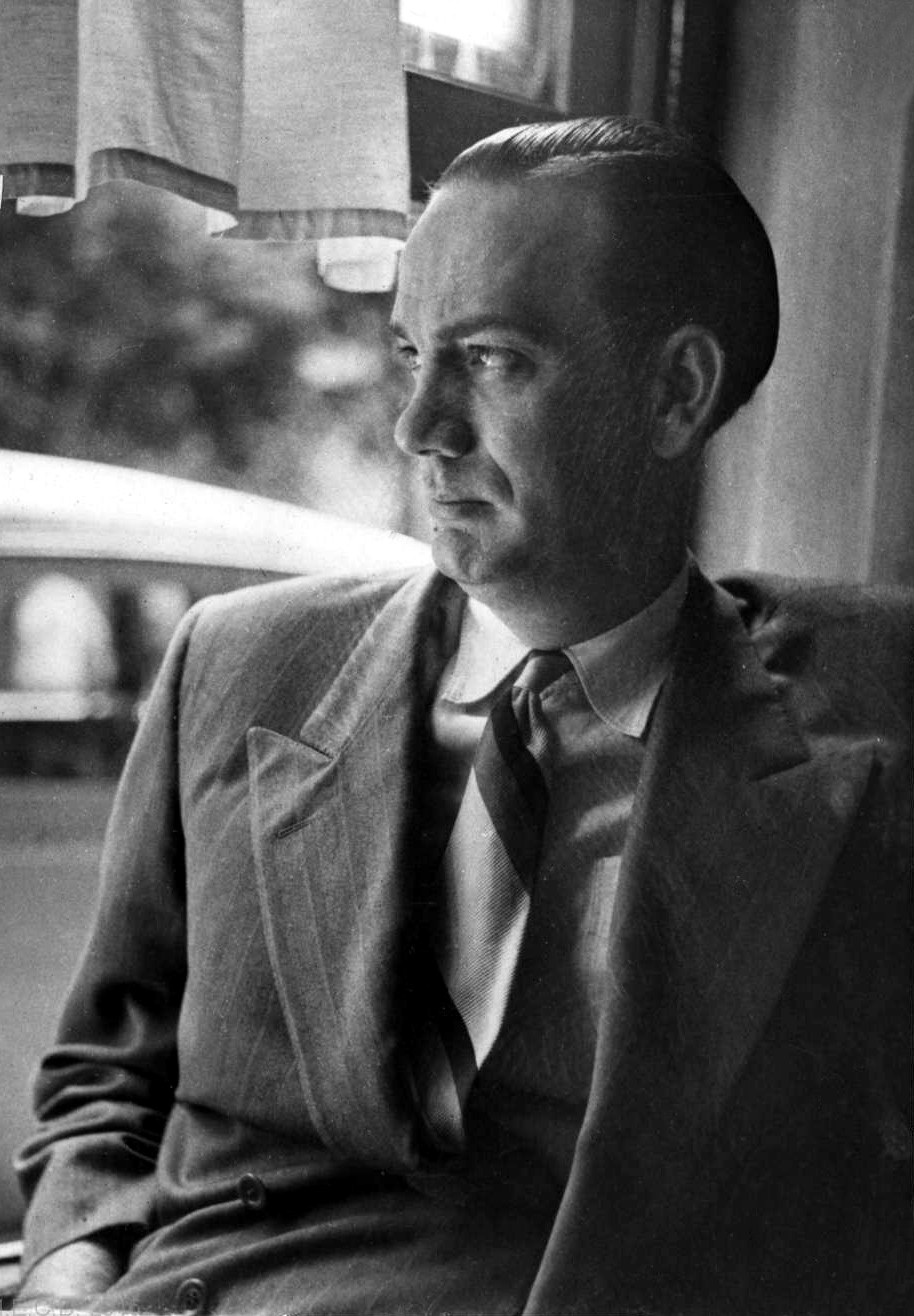
Camilo José Cela († 2007)

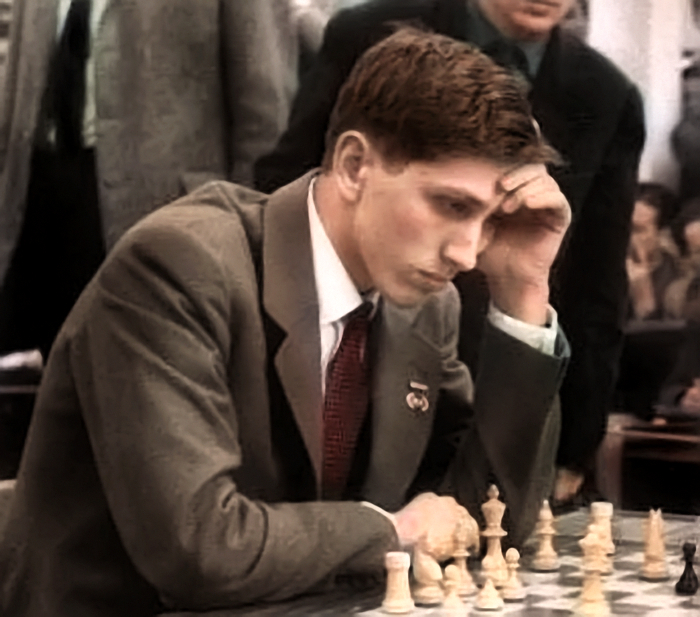
Bobby Fischer († 2008)

- 0395 – Theodosius I., římský císař (* 347)
- 1119 – Balduin VII. Flanderský, hrabě flanderský (* 1093)
- 1329 – Boleslav Tošecký, ostřihomský arcibiskup z rodu slezských Piastovců (* 1276 až 1278)
- 1468 – Skanderbeg, albánský válečník a národní hrdina (* 1405)
- 1617 – Faust Vrančić, chorvatský středověký učenec (* 1551)
- 1625 – Marie Vladimirovna Dolgorukovová, ruská carevna, manželka Michaila I. Fjodoroviče (* 1601)
- 1629 – Jindřich Fridrich Falcký, syn českého krále Fridricha Falckého (* 1. ledna 1614)
- 1654 – Paulus Potter, nizozemský malíř (* 20. listopadu 1625)
- 1705 – John Ray, anglický přírodovědec (* 29. listopadu 1627)
- 1733 – George Byng, 1. vikomt Torrington, britský admirál a šlechtic (* 2. ledna 1663)
- 1737 – Matthäus Daniel Pöppelmann, německý architekt období baroka (* 3. května 1662)
- 1738 – Jean-François Dandrieu, francouzský hudební skladatel a varhaník (* 1682)
- 1751 – Tomaso Albinoni, italský hudební skladatel (* 8. června 1671)
- 1784 – Buson Josa, japonský básník, malíř a kaligraf (* 1716)
- 1826 – Juan Crisóstomo de Arriaga, španělský hudební skladatel (* 27. ledna 1806)
- 1829 – Adam Müller, německý romantický publicista a ekonom (* 30. června 1779)
- 1863 – Horace Vernet, francouzský malíř a grafik (* 30. června 1789)
- 1869 – Alexandr Sergejevič Dargomyžskij, ruský hudební skladatel (* 14. února 1813)
- 1883 – Jozef Božetech Klemens, slovenský malíř, sochař a fotograf (* 8. března 1817)
- 1884 – Hermann Schlegel, německý zoolog (* 10. června 1804)
- 1886 – Amilcare Ponchielli, italský operní skladatel (* 31. srpna 1834)
- 1890 – Salomon Sulzer, rakouský kantor – synagogální zpěvák (* 30. března 1804)
- 1893 – Rutherford B. Hayes, 19. prezident USA (* 4. října 1822)
- 1897 – János Vajda, maďarský básník (* 7. května 1827)
- 1908 – Ferdinand IV. Toskánský, toskánský velkovévoda (* 10. června 1835)
- 1911 – Francis Galton, anglický vědec (* 16. února 1822)
- 1931 – Petr Nikolajevič Ruský, člen ruské carské rodiny (* 10. ledna 1864)
- 1933 – Louis Comfort Tiffany, americký umělec, designér a podnikatel (* 18. února 1848)
- 1936 – Mateiu Ion Caragiale, rumunský prozaik a básník (* 25. března 1885)
- 1938 – William Henry Pickering, americký astronom (* 15. února 1858
- 1939 – Zoltán Bálint, maďarský architekt (* 6. března 1871)
- 1940 – Carl Boberg, švédský básník, žurnalista, politik a laický kazatel (* 16. srpna 1859)
- 1942 – Jindřich Svoboda, český letec v Anglii (* 23. května 1917)
- 1949
  - Rudolf Protiva, československý pilot v RAF (* 6. března 1908)
  - Flora Drummond, britská sufražetka (* 4. srpna 1878)
- 1961 – Patrice Lumumba, vůdce nár. osvob. hnutí v Belgickém Kongu (* 2. července 1925)
- 1966 – Magda Lokvencová, česká herečka a režisérka působící na Slovensku, první žena Gustáva Husáka (* 13. září 1916)
- 1967 – Evelyn Nesbitová, americká modelka a herečka (* 25. prosince 1884)
- 1969 – Gražyna Bacewiczová, polská hudební skladatelka a houslistka (* 5. února 1909)
- 1972 – Orville Nix, svědek atentátu na Johna F. Kennedyho (* 16. srpna 1911)
- 1974 – Bodo Lafferentz, nacistický důstojník, organizátor Hudebních slavností v Bayreuthu (* 27. července 1897)
- 1977 – Gary Gilmore, americký kriminálník a vrah (* 4. prosince 1940)
- 1980 – Alexandr Něsmejanov, sovětský chemik (* 9. září 1899)
- 1982 – Varlam Tichonovič Šalamov, ruský spisovatel (* 18. června 1907)
- 1984 – Vlado Bednár, slovenský spisovatel (* 11. února 1941)
- 1991
  - Giacomo Manzù, italský sochař, medailista, grafik (* 22. prosince 1908)
  - Olaf V., norský král (* 2. července 1903)
- 1994 – Helen Stephensová, americká sprinterka, dvojnásobná olympijská vítězka (* 3. února 1918)
- 1997 – Clyde Tombaugh, americký astronom (* 4. února 1906)
- 2001
  - Gregory Nunzio Corso, americký básník (* 26. března 1930)
  - Sergej Kraigher, jugoslávský politik slovinského původu (* 30. května 1914)
- 2002 – Camilo José Cela, španělský spisovatel, nositel Nobelovy ceny (* 11. května 1916)
- 2003 – Richard Crenna, americký herec (* 30. listopadu 1926)
- 2004 – Czesław Niemen, polský zpěvák (* 16. února 1939)
- 2005 – Čao C’-jang, čínský politik (* 19. října 1919)
- 2007 – Art Buchwald, americký novinář, spisovatel a humorista (* 20. října 1925)
- 2008 – Bobby Fischer, americký šachista (* 9. března 1943)
- 2011
  - Jean Dutourd, francouzský novinář, kritik a prozaik (* 14. ledna 1920)
  - Don Kirshner, americký hudební vydavatel, producent a skladatel (* 17. dubna 1934)
- 2012 – Johnny Otis, americký hudebník (* 28. prosince 1921)
- 2013 – Jakob Arjouni, německý spisovatel a dramatik (* 8. října 1964)
- 2014 – Joe Evans, americký saxofonista (* 7. října 1916)
- 2015 – Fátin Hamámaová, egyptská filmová producentka a herečka (* 27. května 1931)
- 2016
  - Karol Polák, slovenský a československý sportovní komentátor a moderátor (* 7. září 1934)
  - Ion Panțuru, rumunský bobista (* 11. září 1934)
- 2020
  - Pietro Anastasi, italský fotbalista (* 7. dubna 1948)
  - Derek Fowlds, britský herec (* 2. září 1937)
- 2023
  - Edward R. Pressman, americký filmový producent (* 11. dubna 1943)
  - Lucile Randonová, francouzská jeptiška (* 11. února 1904)

## Svátky

### Česko
- Drahoslav, Drahoň, Drahoš, Draslav
- Jonila
- Leonila

### Liturgické svátky
- Sv. Antonín Veliký
- Sv. Mesrop Maštoc

## Pranostiky

### Česko
- Svatý Antonín poustevník přináší led, nebo jej láme; nemá-li žádný, vyrobí ho hned.